# Doubiago
Doubiago (nom international Dubyago) est un cratère d'impact lunaire situé à l'est de la face visible de la Lune. Il se trouve sur la rive méridionale de la Mare Undarum, au sud-est du cratère Firmicus et à côté des deux cratères identiques de Liouville et Respighi. Le bord de ce cratère est très érodé. L'intérieur du cratère possède un albédo de même luminosité que la Mare Undarum voisine. 
En 1964, l'union astronomique internationale adonné le nom des astronautes russes Dmitri Ivanovitch Doubiago et son fils Alexandre Dmitrievitch Doubiago à ce cratère lunaire.

## Cratères satellites

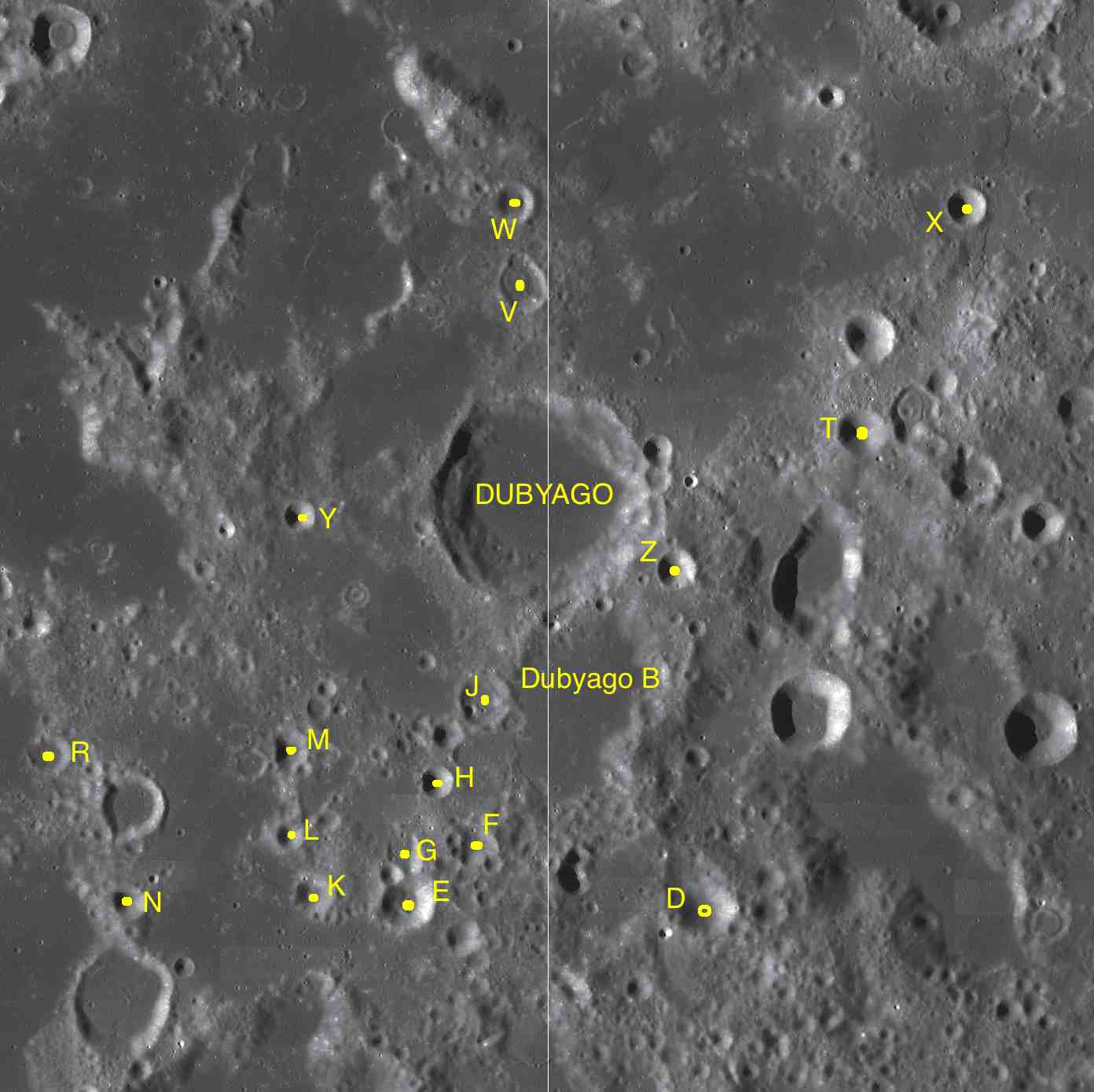
Carte des cratères satellites de Doubiago.

Les cratères dit satellites sont de petits cratères situés à proximité du cratère principal, ils sont nommés du même nom mais accompagnés d'une lettre majuscule complémentaire (même si la formation de ces cratères est indépendante de la formation du cratère principal). Par convention ces caractéristiques sont indiquées sur les cartes lunaires en plaçant la lettre sur le point le plus proche du cratère principal. Liste des cratères satellites de Dubyago : 
| Dubyago | Latitude | Longitude | Diamètre |
| ------- | -------- | --------- | -------- |
| B       | 2.8° N   | 70.2° E   | 36 km    |
| D       | 1.4° N   | 71.2° E   | 14 km    |
| E       | 1.3° N   | 69.0° E   | 12 km    |
| F       | 1.8° N   | 69.4° E   | 9 km     |
| G       | 1.8° N   | 69.0° E   | 9 km     |
| H       | 2.3° N   | 69.2° E   | 8 km     |
| J       | 2.9° N   | 69.6° E   | 11 km    |
| K       | 1.5° N   | 68.2° E   | 9 km     |
| L       | 1.9° N   | 68.1° E   | 7 km     |
| M       | 2.5° N   | 68.1° E   | 12 km    |
| N       | 1.4° N   | 67.0° E   | 7 km     |
| R       | 2.5° N   | 66.3° E   | 8 km     |
| T       | 4.8° N   | 72.3° E   | 9 km     |
| V       | 5.9° N   | 70.0° E   | 12 km    |
| W       | 6.5° N   | 69.9° E   | 9 km     |
| X       | 6.5° N   | 73.0° E   | 8 km     |
| Y       | 4.2° N   | 68.2° E   | 7 km     |
| Z       | 3.8° N   | 70.9° E   | 9 km     |

Les cratères satellites suivants ont reçu une dénomination par l'Union astronomique internationale.
- Dubyago C — voir Respighi
- Dubyago P — voir Pomortsev (en)
- Dubyago Q — voir Stewart (en)
- Dubyago S — voir Liouville
- Dubyago U — voir Boethius